# Julemændenes verdenskongres
Julemændenes verdenskongres er en årlig begivenhed, der afholdes af Dansk Julemands Laug. Julemænd, julekoner og nisser fra hele verden mødes og deltager i parader, konkurrencer og socialt samvær. Fra 1957 til 2019 blev kongressen afholdt i juli på Bakken ved København. Fra 2024 afholdes den i Aalborg i samarbejde med Aalborg Zoo.
Julemændenes Verdenskongres blev afholdt første gang i 1957 efter en idé af bakkegøgleren Professor Tribini. Han ville gerne have jul mere en gang om året, og da julemændene alligevel havde for travlt til at mødes i december, skabte han konceptet "jul i juli". Han samlede så en række julemænd til en af forlystelsesparkens sommerfester. Det udviklede sig til en tradition med deltagere fra blandt andet Danmark, Norge, Sverige, Grønland, Spanien, Tyskland, USA og Japan. Deltagerne var dog ikke kun julemænd men også julekoner, nisser og nissebørn. De spredte glæde og julestemning blandt de besøgende og havde samtidig mulighed for at deltage i et socialt fællesskab med hinanden og udveksle erfaringer.
I 2010'erne foregik kongressen normalt over fire dage med daglige parader, julesjov på Bakkens gader og stræder og underholdning på Friluftsscenen. På kongressens første dag var der desuden en udflugt ind til København med parade på Strøget. Et andet fast indslag var en tur til Bellevue Strand, hvor en del deltagere hoppede i vandet iført nisse-badetøj. På selve Bakken forsøgte julemændene sig med forhindringsbane og femkamp. Dansk Julemands Laug udnævnte desuden et af sine medlemmer til årets julemand, mens Bakken udnævnte en kendt person til æresjulemand.
I 2020 og 2021 blev kongressen aflyst på grund af coronaviruspandemien. I februar 2022 oplyste Bakken, at de ikke længere ville afholde kongressen. Selvom den gav opmærksomhed, gav den ikke flere besøgende, så man ville hellere bruge ressourcerne på andre aktiviteter. I 2024 genopstod kongressen imidlertid i Aalborg. Første gang var 9.-11. august, hvor der lagdes ud med parader, historiefortælling og aktiviteter for både publikum og julemænd i Aalborg de første par dage. Det årlige fodbad fandt sted i Vestre Fjordpark. Den sidste dag foregik i Aalborg Zoo med optræden på Zoofari-scenen og aktiviteter rundt omkring i haven.

## Galleri
Julemændenes verdenskongres på Bakken.
- Professor Tribini som julemand.
- Bakkens Pjerrot gik forrest i paraderne.
- Svogerslev Nisserne spillede julemusik.
- 60 års jubilæet i 2017 blev fejret med 60 lagkager.
- En pige klædt ud som juletræ var et fast indslag.
- Julemænd og -koner på Amalienborg i 2018.